# Віда Беселене
Віда Беселене (17 серпня 1956) — литовська радянська баскетболістка.
Олімпійська чемпіонка 1980 року.